# Sa’idabad
Sa’idabad – wieś w Iranie, w ostanie Azerbejdżan Zachodni, w szahrestanie Szahin Deż. W 2006 roku liczyła 407 mieszkańców.